# Gailhan
Gailhan település Franciaországban, Gard megyében. Lakosainak száma 296 fő (2022. január 1.). Gailhan Carnas, Lecques, Orthoux-Sérignac-Quilhan, Saint-Clément, Salinelles és Sardan községekkel határos.

## Népesség
A település népességének változása:
| Lakosok száma | 113  | 116  | 111  | 158  | 223  | 241  | 246  | 250  | 264  | 296  |
|               | 1968 | 1982 | 1990 | 2006 | 2013 | 2015 | 2017 | 2019 | 2020 | 2022 |